# Amahuaka bulbosa
Amahuaka bulbosa är en insektsart som beskrevs av Nielson och Carolina Godoy 1995. Amahuaka bulbosa ingår i släktet Amahuaka och familjen dvärgstritar. Inga underarter finns listade i Catalogue of Life.